# Örnrockor
Örnrockor (Myliobatidae) är en familj i ordningen Rajiformes bland rockorna. Arterna lever inte som andra rockor på havets botten utan pelagiskt, framför allt i tropiska och subtropiska regioner. Den planktonätande mantan, Manta birostris, hör till denna familj.

## Beskrivning
Familjen kännetecknas av de breda bröstfenorna, vingarna, som ofta kan bli lika stora som kroppslängden (utan stjärt), och den mycket smala, svansliknande stjärten. Vissa arter har en gifttagg på denna. Familjen är inte äggläggande som hos de egentliga rockorna, utan föder levande ungar.